# Заболоцкий, Алексей Григорьевич Асанчук
Алексе́й Григо́рьевич Заболо́тский по прозванию Асанчук (Санчук) — воевода, дворецкий, наместник, дипломат на службе Ивана III и Василия III. Сын боярина и дворецкого Григория Васильевича Заболотского из рода Заболоцких.

## Биография
Упомянут дворянином. В 1492 году участвовал в государевом Новгородском походе. В мае 1493 года послан первым послом к князю Мазовецкому. В январе 1495 года, месте с братом Константином принимал в Москве литовское посольство. В этом же году, месте со своими братьями Василием и Петром, сопровождал Ивана III в Новгород. В 1500 году наместник в Пуповичах, а после в Пскове. В 1501 году в литовском походе воевода Сторожевого полка в войске племянников великого князя — Фёдора и Ивана Борисовичей, удельных волоцких князей. В 1502-1505 ездил послом к крымскому хану Менгли I Гирею, откуда сообщил в Москву о разгроме Большой Орды крымцами. В 1509 году послан от бояр и воевод, вторым воеводою лёгких войск к Дорогобужу. В 1512 году послан дворецким в войско удельного старицкого князя Андрея Ивановича к Тарусе против прорвавшихся через Оку татар царевича Ахмат-Гирея Хромого. Как опытный дипломат, направлен (1516) послом к императору Максимилиану I, для заключения союза против Сигизмунда I. На обратном пути от императора А. Г. Заболотский имел свидание с великим магистром Тевтонского ордена Альбрехтом, заявившим о желании быть в союзе с великим князем.
Умер бездетным.